# Governadors Generals al Regne de València
Els Governadors Generals al Regne de València van ser el segon càrrec polític de major importància al Regne de València, seguit del Lloctinent General del Regne de València, i en cas d'absències i malalties el substituïa el Portant-veus del Governador. Hi havia dos governadors generals, un a València i un altre a Oriola. Durant l'època foral i eixos antics privilegis, se l'anomenava Procurador General del Rei.

## Característiques històriques
Era un càrrec inherent (reconegut per dret a tota la Corona d'Aragó) al Príncep hereu de la monarquia, a fi que tinguera mitjans pràctics per conèixer el mecanisme de l'administració pública. A voltes, emperò, se'n va atorgar el càrrec a d'altres persones com ara Gisbert de Castronovo —Governador del Regne en 1300— o a Bernat de Canellas en 1303; a Catalunya ho va ser Gerard de Cervelló, i a Aragó Ferran de Luna i Gil de Liori.
Es fa esment del Portant-veus del Governador General al Privilegi 2 del Rei Martí; sense que en aquest ni en cap altre document hi conste l'època precisa de la seua creació. La primera notícia que es troba d'este funcionari està documentada al Privilegi 1 del Rei Pere el Catòlic, datat del 1r de setembre de 1278; la segona al Privilegi 3 del Rei Alfons el Franc, en 1286.
El primer Portant-veus de Governador sembla va ser Bernard Cruïlles el 1311 i Gilabert de Centelles va ser Portant-veus de l'Infant Jaume en 1318. Bernard Sarriano ho va ser d'Alfons el Benigne. També ho va ser de Pere el Cerimoniós el seu fill Martí, Duc de Montblanch i Comte de Luna, pels anys 1390. En dos còdexs, que duien per títol El Llibre blanc, es comença per l'any 1406 el catàleg dels Governadors, amb N. Boïl.
El Govern General del Regne comprenia dues regions: una des de les fronteres de Catalunya fins a Xixona, i una altra des de Xixona fins a les fronteres de Múrcia. D'eixa manera, el Portant-veus del Governador exercia la seua autoritat a la primera regió, i a la segona ho feia el Portant-veus del Governador d'Oriola. Per tal de gaudir d'eixe privilegi calia que l'agraciat fora valencià. En cas de no ser-ho, havia d'haver residit com a mínim deu anys dins el Regne. I només en casos extraordinaris es feia palesa esta darrera circumstància.

## Competències
La jurisdicció del Governador General del Regne de València era alhora civil i criminal. Gaudia d'una autoritat superior a la de tots els tribunals del Regne amb excepció de la de la Reial Audiència de València, a la qual romania subordinat.
Entenia en les causes referents als orfes, vídues i desemparats, així com de la inspecció dels pobles, la visita dels quals era inseparable d'aquest càrrec i que en cas de no poder verificar per alguna causa, s'impetrava del Rei una dispensa especial. També tractava la falsificació de moneda, els robatoris en zones despoblades i la resistència a l'autoritat. A més a més, tenia jurisdicció en els crims de sodomia i pel que fa als delictes de lesa Majestat. També els delictes comesos pels empleats durant l'exercici de les destinacions, els assumptes que se suscitaven entre els senyors territorials i els seus vassalls.
Tots els divendres visitava la presó, acte al qual també hi podien assistir el Batle general del Regne de València, els Justícies, els Cònsols de mar i els Jurats, i presidia les reunions dels artesans. Totes estes i altres atribucions es troben prescrites als Furs.
Dos alguatzils treballaven per al Governador i disposaven d'una insígnia que representava unes maces de plata. També el precedien sempre que eixien en públic. El mateix Portant-veus de Governador usava, com a distintiu de la seua autoritat, una vareta de color negre.